# Kim Holmen
Kim Kristian Holmen (Vestli, 14 luglio 1982) è un ex calciatore norvegese, di ruolo attaccante.

## Carriera

### Club
Holmen iniziò la carriera professionistica con la maglia dello Skeid. Debuttò nella squadra, all'epoca in 1. divisjon, in data 20 maggio 2002: subentrò infatti a Patrick Holtet nella sconfitta per tre a zero contro lo Åsane. In seguito, giocò con le maglie di Grorud e Lørenskog.
Nel 2007 passò al Lyn. Il 9 aprile esordì così nell'Eliteserien, giocando da titolare nel successo per tre a zero sul Sandefjord. Il 22 aprile segnò le prime reti nella massima divisione norvegese: siglò infatti una doppietta ai danni dell'Odd Grenland.
Il 22 gennaio 2010 viene reso noto il passaggio del calciatore al Kongsvinger. Gioca il primo incontro per la nuova squadra il 14 marzo, sostituendo Adem Güven nella sconfitta per due a zero in casa dello Strømsgodset. Il 29 giugno segna la prima rete in campionato per la squadra, nel pareggio per tre a tre in casa dello Aalesund. A fine stagione, il Kongsvinger retrocede e, dopo un altro campionato in squadra, Holmen si ritrova svincolato.
Il 23 marzo 2012 firma un contratto con l'Ullensaker/Kisa, club neopromosso in 1. divisjon. Si ritirò a fine anno. Poco più di un anno dopo, tornò sui suoi passi e firmò un contratto con il Lyn in data 10 aprile 2014.